# Mózes bar Képha
Mózes bar Képha (a. m. "Mózes, Képha fia"), (813 körül, Balad – 903, Moszul) 9. századi szír monofizita exegéta és püspök. Fő műve a magyarul is olvasható Paradicsom-kommentár.

## Élete és működése
Bár fönnmaradt egy életrajza, mégis töredékes adatokkal rendelkezünk személyéről: 813-ban született Baladban, majd a Mar Sergios kolostorban tanult, ahol később szerzetes is lett. 863-ban Moszul püspöke lett, ekkor veszi föl a Severos nevet Antiókhiai Severus iránti tiszteletből. 10 évig perideutes, azaz egyházlátogató volt a tikriti egyházban. Írásai közül sok elveszett, azonban ami fennmaradt, az így is jelentős.
Legjelentősebb a Paradicsom-kommentárja. 1569-ben megjelent latinul, a szír eredetit viszont elveszettnek hitték. A XX. században azonban megtaláltak egy szír kéziratot, majd további kéziratok kerültek elő kolostorokból – jelenleg 12 kézirata ismert. Az eredeti szöveg először magyarul jelent meg Pesthy Mónika, Kövér András, és Lukács Ilona fordításában. Pesthy Mónika véleménye szerint: "Bar Képha Paradicsom-kommentárjának különös jelentősége, hogy mintegy összefoglalja az egész korábbi hagyományt: a görögöt éppen úgy, mint a szírt, sőt gyakran felbukkannak nála a rabbinikus hagyományból átvett részletek. Műve azon túlmenően, hogy a keresztény írásmagyarázat egyik fontos fejezetét mutatja be, rendkívül szórakoztató olvasmány is: az adott értelmezésekben nemcsak mély teológiai tartalmat találunk, hanem üdeséget és eredetiséget is."

## Részlet a Paradicsom-kommentárból
Bar Képha az ún. dialektikus módszert követi művében: azaz először megvizsgálja a szövegrészt az erre vonatkozó gondolkodók írásait szembeállítva egymással ("Egyesek úgy tartják... – Mások ezzel szemben úgy vélik"). Ezt követően pedig állást foglal maga is az adott kérdésben. Módszere miatt számos korábbi, mára már elveszett írást őrzött meg számunkra. Képha maga nagy hatást gyakorolt a XIII. századi szír enciklopedistára, Bar Hebraeus-ra
A mű három részre osztható. Az első részben Mózes bar Képha a Paradicsomról, a másodikban a bűnbeesésről értekezik, végül műve utolsó részében a hitetlenek nézeteit cáfolja.
19. fejezet Mely elmondja, hogy mi a jó és a rossz tudásának fája, amelyre vonatkozóan megparancsolta az Isten Ádámnak, hogy ne egyék róla, s hogy miért hívják a jó és a rossz tudása fájának...A próba valójában az volt, hogy Ádám engedelmes-e vagy engedetlen. S a fa által tanulta meg Ádám világosan a jót és a rosszat a konkrét próbatételben és a tényleges kimenetelben, nem mintha annak a fának a természetében lett volna a jónak és a rossznak a tudása, s nem is mintha a fa adta volna azt a tudást Ádámnak, hanem a parancsolat megtartását, illetve a parancsolat megszegését hívja Isten jónak, illetve rossznak. Tehát ezen fa által tanulta meg Ádám világosan és konkrétan, hogy amilyen jó a parancsolat megtartása, ugyanolyan rossz a parancsolat áthágása – ezért hívják a fát a jó és a rossz tudása fájának

## Főbb műveinek listája
- Paradicsom-kommentár
- Értekezés a predesztinációról és a szabad akaratról
- Arisztotelész dialektikájának kommentárja
- A Hexameron kommentárja
- Értekezés a lélekről
- Értekezés a szektákról
- Liturgia-kommentár
- Egyháztörténet

### Magyarul
- Paradicsom-kommentár; szírből ford. Kövér András, Lukács Ilona, Pesthy Monika, előszó Pesthy Monika; Magyar Könyvklub, Bp., 2001 (Írók, költők, gondolkodók)